# SPV M650
SPV M650 – smartfon produkowany przez HTC.

## Opis telefonu
Telefon komórkowy drugiej generacji oraz Pocket PC oparty na platformie Windows Mobile 5.0. Urządzenie jest brandowaną przez operatora telefonii komórkowej Orange wersją HTC P3300 Artemis, sprzedawanego również w Polsce przez sieć Era jako MDA Compact III. Fabrycznie posiada simlock na sieć Orange.
Specyfikacja sprzętowa:
- procesor Texas Instruments OMAP 201 MHz
- pamięć RAM SDR 64 MB, 64-bit
- pamięć flash ROM 128 MB
- gniazdo pamięci flash microSD, wsparcie do 2 GB, brak wsparcia dla microSDHC
- wyświetlacz dotykowy 2,8" TFT LCD, 240 × 320 pikseli, 65536 kolorów
- czterozakresowy moduł GSM 850/900/1800/1900 MHz
- wsparcie GPRS class 10, oraz EDGE
- moduł Bluetooth 2.0 (bez EDR)
- moduł Wi-Fi 802.11 b/g
- moduł GPS oparty na SirfStar III
- kamera/aparat: 2 megapiksele CMOS; brak lampy błyskowej
- masa: ok. 125 g wraz z baterią
- wymiary: 108 × 58 × 16,8 mm
- bateria litowo-jonowa 1200 mAh
- 11-pinowe złącze HTX Ext-USB, kompatybilne z miniUSB
- HTC RollR – mini trackball (operujący niespotykanym w PDA kursorem myszy) oraz kółko służące do przewijania zawartości ekranu

SPV M650 sprzedawany w Polsce uzupełniony jest o aplikację do nawigacji satelitarnej Automapa 4 XL, oraz Orange Menu PL.

## Opis funkcji
Aparat posiada wszystkie funkcje wspierane standardowo przez platformę Windows Mobile 5.0, w tym:
- kalendarz i organizer
- budzik, zegar dwustrefowy
- baza kontaktowo-adresowa
- kalkulator
- Internet Explorer
- Windows Media Player
- wsparcie dla ActiveSync
- obsługa wiadomości MMS, SMS, e-mail